# Canton de Marck
Le canton de Marck est une circonscription électorale française du département du Pas-de-Calais.

## Histoire
Un nouveau découpage territorial du Pas-de-Calais entre en vigueur à l'occasion des premières élections départementales suivant le décret du 24 février 2014. Les conseillers départementaux sont, à compter de ces élections, élus au scrutin majoritaire binominal mixte. Les électeurs de chaque canton élisent au Conseil départemental, nouvelle appellation du Conseil général, deux membres de sexe différent, qui se présentent en binôme de candidats. Les conseillers départementaux sont élus pour 6 ans au scrutin binominal majoritaire à deux tours, l'accès au second tour nécessitant 12,5 % des inscrits au 1er tour. En outre la totalité des conseillers départementaux est renouvelée. Ce nouveau mode de scrutin nécessite un redécoupage des cantons dont le nombre est divisé par deux avec arrondi à l'unité impaire supérieure si ce nombre n'est pas entier impair, assorti de conditions de seuils minimaux. Dans le Pas-de-Calais, le nombre de cantons passe ainsi de 77 à 39.
Le canton de Marck est formé de communes des anciens cantons d'Audruicq (13 communes), de Calais-Est (1 commune) et d'Ardres (2 communes). Le canton est entièrement inclus dans l'arrondissement de Calais. Le bureau centralisateur est situé à Marck.

## Représentation
| Période élective | Période élective | Mandat | Mandat   | Identité            | Nuance | Nuance | Qualité |
| ---------------- | ---------------- | ------ | -------- | ------------------- | ------ | ------ | --- |
| 2015             | 2021             | 2015   | 2021     | Nicole Chevalier    |        | DVD    | Retraitée de l'enseignement Présidente de la CC de la région d'Audruicq (2014 → ) Maire d'Audruicq (2008 → 2022)                                            |
| 2015             | 2021             | 2015   | 2017     | Pierre-Henri Dumont |        | LR     | Collaborateur parlementaire Maire de Marck (2014 → 2017) Député du Pas-de-Calais (7e circ.) (2017→ ) Démissionnaire à la suite de son élection comme député |
| 2015             | 2021             | 2017   | en cours | Frédéric Melchior   |        | DVD    | Chef d'entreprise Maire de Nortkerque (2014 → ) Vice-président de la CC de la Région d'Autruick (2020 → )                                                   |
| 2021             | 2028             | 2021   | en cours | Nicole Chevalier    |        | DVD    | Conseillère sortante |
| 2021             | 2028             | 2021   | en cours | Frédéric Melchior   |        | DVD    | Conseiller sortant |

### Résultats détaillés

#### Élections de mars 2015
À l'issue du 1er tour des élections départementales de 2015, trois binômes sont en ballottage : Nicole Chevalier et Pierre-Henri Dumont (UMP, 36,4 %), Jeannine Barbet et Roger Dohen (FN, 33,93 %) et Nathalie Delcroix-Destampes et Olivier Majewicz (PS, 29,67 %). Le taux de participation est de 53,48 % (14 927 votants sur 27 912 inscrits) contre 51,81 % au niveau départemental et 50,17 % au niveau national.
Au second tour, Nicole Chevalier et Pierre-Henri Dumont (UMP) sont élus avec 39,07 % des suffrages exprimés et un taux de participation de 55,82 % (5 919 voix pour 15 580 votants et 27 912 inscrits).
Nicole Chevalier a quitté LR.
Depuis juin 2017, Pierre-Henri Dumont laisse place à Frédéric Melchior (Maire de Nortkerque), à la suite de l'élection législative.

#### Élections de juin 2021
Le premier tour des élections départementales de 2021 est marqué par un très faible taux de participation (33,26 % au niveau national). Dans le canton de Marck, ce taux de participation est de 38,19 % (10 874 votants sur 28 473 inscrits) contre 35,19 % au niveau départemental. À l'issue de ce premier tour, deux binômes sont en ballottage : Nicole Chevalier et Frédéric Melchior (DVD, 46,76 %) et Clotilde Beaufils et Olivier Majewicz (Divers, 33,2 %).
Le second tour des élections est marqué une nouvelle fois par une abstention massive équivalente au premier tour. Les taux de participation sont de 34,36 % au niveau national, 34,96 % dans le département et 37,9 % dans le canton de Marck. Nicole Chevalier et Frédéric Melchior (DVD) sont élus avec 59,81 % des suffrages exprimés (6 084 voix pour 10 791 votants et 28 476 inscrits),,.

## Composition
Le canton de Marck comprend seize communes entières.
| Nom                           | Code Insee | Intercommunalité               | Superficie (km2) | Population (dernière pop. légale) | Densité (hab./km2) | Modifier                                    |
| ----------------------------- | ---------- | ------------------------------ | ---------------- | --------------------------------- | ------------------ | ------------------------------------------- |
| Marck (bureau centralisateur) | 62548      | CA Grand Calais Terres et Mers | 31,55            | 10 468 (2022)                     | 332                | modifier les données · modifier les données |
| Audruicq                      | 62057      | CC de la Région d'Audruicq     | 14,44            | 5 349 (2022)                      | 370                | modifier les données · modifier les données |
| Guemps                        | 62393      | CC de la Région d'Audruicq     | 15,89            | 1 092 (2022)                      | 69                 | modifier les données · modifier les données |
| Muncq-Nieurlet                | 62598      | CC de la Région d'Audruicq     | 11,44            | 683 (2022)                        | 60                 | modifier les données · modifier les données |
| Nortkerque                    | 62621      | CC de la Région d'Audruicq     | 13,19            | 1 753 (2022)                      | 133                | modifier les données · modifier les données |
| Nouvelle-Église               | 62623      | CC de la Région d'Audruicq     | 9,07             | 709 (2022)                        | 78                 | modifier les données · modifier les données |
| Offekerque                    | 62634      | CC de la Région d'Audruicq     | 13,37            | 1 288 (2022)                      | 96                 | modifier les données · modifier les données |
| Oye-Plage                     | 62645      | CC de la Région d'Audruicq     | 33,86            | 5 716 (2022)                      | 169                | modifier les données · modifier les données |
| Polincove                     | 62662      | CC de la Région d'Audruicq     | 4,75             | 874 (2022)                        | 184                | modifier les données · modifier les données |
| Recques-sur-Hem               | 62699      | CC de la Région d'Audruicq     | 5,41             | 671 (2022)                        | 124                | modifier les données · modifier les données |
| Ruminghem                     | 62730      | CC de la Région d'Audruicq     | 13,89            | 1 607 (2022)                      | 116                | modifier les données · modifier les données |
| Saint-Folquin                 | 62748      | CC de la Région d'Audruicq     | 17,95            | 2 339 (2022)                      | 130                | modifier les données · modifier les données |
| Saint-Omer-Capelle            | 62766      | CC de la Région d'Audruicq     | 10,69            | 1 100 (2022)                      | 103                | modifier les données · modifier les données |
| Sainte-Marie-Kerque           | 62756      | CC de la Région d'Audruicq     | 18,47            | 1 715 (2022)                      | 93                 | modifier les données · modifier les données |
| Vieille-Église                | 62852      | CC de la Région d'Audruicq     | 21,12            | 1 496 (2022)                      | 71                 | modifier les données · modifier les données |
| Zutkerque                     | 62906      | CC de la Région d'Audruicq     | 16,41            | 1 795 (2022)                      | 109                | modifier les données · modifier les données |
| Canton de Marck               | 6234       |                                | 251,50           | 38 655 (2022)                     | 154                | modifier les données                        |

## Démographie
En 2022, le canton comptait 38 655 habitants, en évolution de +2,13 % par rapport à 2016 (Pas-de-Calais : −0,72 %, France hors Mayotte : +2,11 %).
| 2013   | 2018   | 2022   |
| ------ | ------ | ------ |
| 37 323 | 38 279 | 38 655 |